# Jordnatur
Jordnatur är ett rätthistoriskt begrepp som är förknippat med ståndssamhällets privilegier och skattesystem. Jordnaturen angav ägande- och nyttjandeförhållanden för fastigheter.
Huvudgrupperna i Sverige var:
- Skattehemman
- Kronohemman
- Frälsehemman
- Kanikhemman
- Kyrkohemman